# 本宮健史
本宮 健史（もとみや たけし、英語: Takeshi Motomiya、1959年12月5日 - ）は、日本・東京都渋谷区出身でスペイン・バルセロナ在住の現代アーティスト。
多摩美術大学大学院を修了後渡欧し、絵画、版画、彫刻などの様々な視覚芸術分野で活動している。抽象画を中心に、日本の神話、聖書、ギリシャ・エジプト神話などを主にモチーフにした作品を制作している。自然の顔料を用いた質感と自然な色彩が特徴である。多くの作品は母国の日本国内で展示されてきたが、バルセロナ、パリ、アムステルダム、メノルカ島などヨーロッパ各地でも展示されている。
大学時代から培った銅版画の専門知識とTaller Nouスタジオの設立を通じて、アントニ・タピエス、バリー・フラナガン、バルトゥス、ミゲル・バルセロ、ペレハウメなど、スペイン国内外のアーティストと協力してきた。このスタジオは、スペインで最高の版画スタジオの1つとして認められている。

## 来歴
1959年12月5日、東京都渋谷区に生まれる。祖母は日本の女性油絵家の草分けの一人である三岸節子（1905年-1999年）、祖父は日本の戦前モダニズムを代表する画家である三岸好太郎（1903年-1934年）であり、祖父母の存在が芸術の世界に興味を持つきっかけとなった。多摩美術大学で油彩を学び1982年に卒業した後、多摩美術大学大学院美術研究科に進み版画を専攻、1984年に修了。

### 渡欧
1984年、当時フランスに住んでいた祖母の節子からの招待を受け、ヨーロッパの美術の勉強のため初めてヨーロッパを旅行した。
1986年、フランスに滞在している間に、祖母や叔父と共にアムステルダムのギャラリー・ド・エントで共同展示会に出展する機会を得た。同年、旅行で訪れたバルセロナを気に入り、移住。同時に芸術活動を本格的に開始する。以来2025年現在に至るまでバルセロナに居を構える。

### 芸術家としてのキャリア
1997年の第5回NICAFでの初めての展示で、本宮は日本の詩人で文芸評論家の大岡信（1931-2017）の知遇を得た。大岡は本宮の作品を見た後、「絵によって描かれている画家」（artist painted by pictures）だと表現し、後に著書『詩人と美術家』内でもこの言葉を使用した。また、大岡は本宮の作品を気に入り、作品の熱心なコレクターとなった。コレクションの一部は、静岡県三島市の大岡信ことば館に展示されていた。
2009年、本宮はバルセロナの県立美術学校エスコラ・マサナで版画技法を教え始めた。このコースは、マサナ・パーマネント・プログラムの実験的版画講座内に設置され、2012年まで行われた。

## 作品
本宮の作品は、主にギャラリー上田、ギャラリー421、ギャラリィー21+葉、ぎゃらりぃーおくむら、 Gallery LIBREなどの東京都内の画廊で展示されてきた。また、千葉の山口画廊や静岡のGalleryエクリュの森でも展示されている。彼はNICAFに数回参加しており、また東京の日本現代美術商協会のいくつかのエディションでも作品を展示している。
作品は中～小規模のものが多い。作品制作時には天然の顔料を多く使用する。その材料は砂、大理石の粉、灰、スラグ、黄土、鉱物、酸化鉄、穀物の殻、牛脂、石炭など様々である。それらは粉砕や混合を経て用いられ、媒体に浸透することで、独自のマチエールを生み出す。
作品に付けられるタイトルは各作品の背後にある無限かつ豊かな表現の世界を暗示している。何通りもの解釈が可能なその意味合いは、肉眼で最初に認識されたものから新たに生まれ新たに再定義される作品の意義です。本宮の作品について書いたいくつかの芸術評論家が「見ることは知ること、知性の運動」と定義したものです。
本宮は一般的に、彼の読書（聖書、ダンテ、トルストイなど）と自身の体験からインスピレーションを引き出します。歴史、ことわざ、神話などそれぞれがアイデアに色を与える物語です。具体的な形は彼の作品でほとんど姿を現しませんが、こっそりとした出現に縮小され、本宮は聖杯行列のようなものを黙示的な対象として私たちの前に示します。
生き物、神々、そして飲み込まれた人々、消え去り変化した世界に影響を受けた痕跡、人間の形が抽象化され、単純化されます。本宮の作品は、物の感覚を反映しようとしています。

## 展示会
- 2023年 – 山口ギャラリー（千葉、日本）での個展。[13]
- 2021年 – Encant（マオン、メノルカ、スペイン）での個展。
- 2020年 – 山口ギャラリー（千葉、日本）での個展。
- 2017年 – 山口ギャラリー（千葉、日本）、リブレギャラリー（東京、日本）、エンカント（マオン、メノルカ、スペイン）で個展。
- 2016年 – Galerie Couteron（パリ、フランス）での個展。
- 2014 – Libre Gallery（東京、日本）での個展。
- 2013年 – 山口ギャラリー（千葉、日本）で個展。
- 2012 – ギャラリーエクリュノモリ（三島、日本）とエンカント（マオン、メノルカ、スペイン）での個展
- 2011 – ギャラリー421（東京、日本）での個展。
- 2010年 – 山口ギャラリー（千葉、日本）での個展とエンカント（マオン、メノルカ、スペイン）でのグループ展。
- 2009年 – Encant（マオン、メノルカ、スペイン）での個展とPunto Arte Gallery（バルセロナ、スペイン）でのグループ展。
- 2008年 – 奥村ギャラリー（東京、日本）で個展。
- 2006年 – プントアルテギャラリー（スペイン、バルセロナ）と山口ギャラリー（千葉、日本）で個展。 Encant（マオン、メノルカ、スペイン）でのグループ展。
- 2005年 – Gallery 21 + Yo（東京、日本）での個展、Punto Arte Gallery（バルセロナ、スペイン）とEncant（マオン、メノルカ、スペイン）でのグループ展。
- 2004年 – プントアルテギャラリー（スペイン、バルセロナ）でのグループ展。
- 2003年 – Encant（マオン、メノルカ、スペイン）での個展。
- 2002 – Punto Arte Gallery（バルセロナ、スペイン）での個展。
- 2001年 – 第7回NiCAF *（日本国際現代美術フェア）（東京、日本）での個展とJADA（日本アートディーラー協会）（東京、日本）でのグループ展。
- 2000年 – 上田ギャラリー（東京、日本）での個展とJADA（日本アートディーラー協会）（東京、日本）でのグループ展。
- 1999年 – 上田ギャラリー（東京、日本）と第6回NiCAF *（日本国際現代美術フェア）（東京、日本）で個展。 JADA（日本アートディーラー協会）（東京、日本）でのグループ展。
- 1998年 – 上田ギャラリー（東京、日本）での個展。
- 1997年 – 第5回NiCAF *（日本国際現代美術フェア）（東京、日本）と上田ギャラリー（東京、日本）で個展。
- 1996 – Artara Gallery（マオン、メノルカ、スペイン）での個展。
- 1993 – ヘレナラモスギャラリー（スペイン、カダケス）でのグループ展。
- 1992 – ヘレナラモスギャラリー（スペイン、カダケス）でのグループ展。
- 1991 – セントラルギャラリー（スペイン、サバデル）でのグループ展。
- 1990年 – ヘレナラモスギャラリー（スペイン、カダケス）、FIAC SAGA '90（フランス、パリ）、セントラルギャラリー（スペイン、サバデル）でのグループ展。
- 1989年 – ヘレナラモスギャラリー（スペイン、カダケス）でのグループ展。

## Taller Nouスタジオ
1989年にバルセロナに拠点を置いた後、本宮は絵画制作を続ける傍ら、パートナーと共にTaller Nouスタジオを設立し、プロのアーティスト向けのエッチングや彫刻技法に特化した版画スタジオとして成長しました。
版画家、刷り師として初期から、そして２０年以上にわたって、彼らはカタルーニャのアーティスト、アントニ・タピエスの作品の版画スタジオとして活躍しました。実際、タピエスが2012年に亡くなるまで、500作品以上を制作し続けました。タピエス以外にも、バリー・フラナガン、Balthus、ミゲル・バルセロ、Perejaumeなど、多くの国内外のアーティストと協力しています。
元々はバルセロナのグラシア地区にあったこのスタジオは、スペインでも最高の版画スタジオの一つとして知られています。その作品は、Antoni Tàpies in Print展や2016年のミゲル・バルセロ、Sol y Sombra展など、世界中の美術館で展示されてきました。近年では、いくつかの作品がクリスティーズやBonhamsなどの主要な美術オークションにも出品されています。